# Топонимия Архангельской области

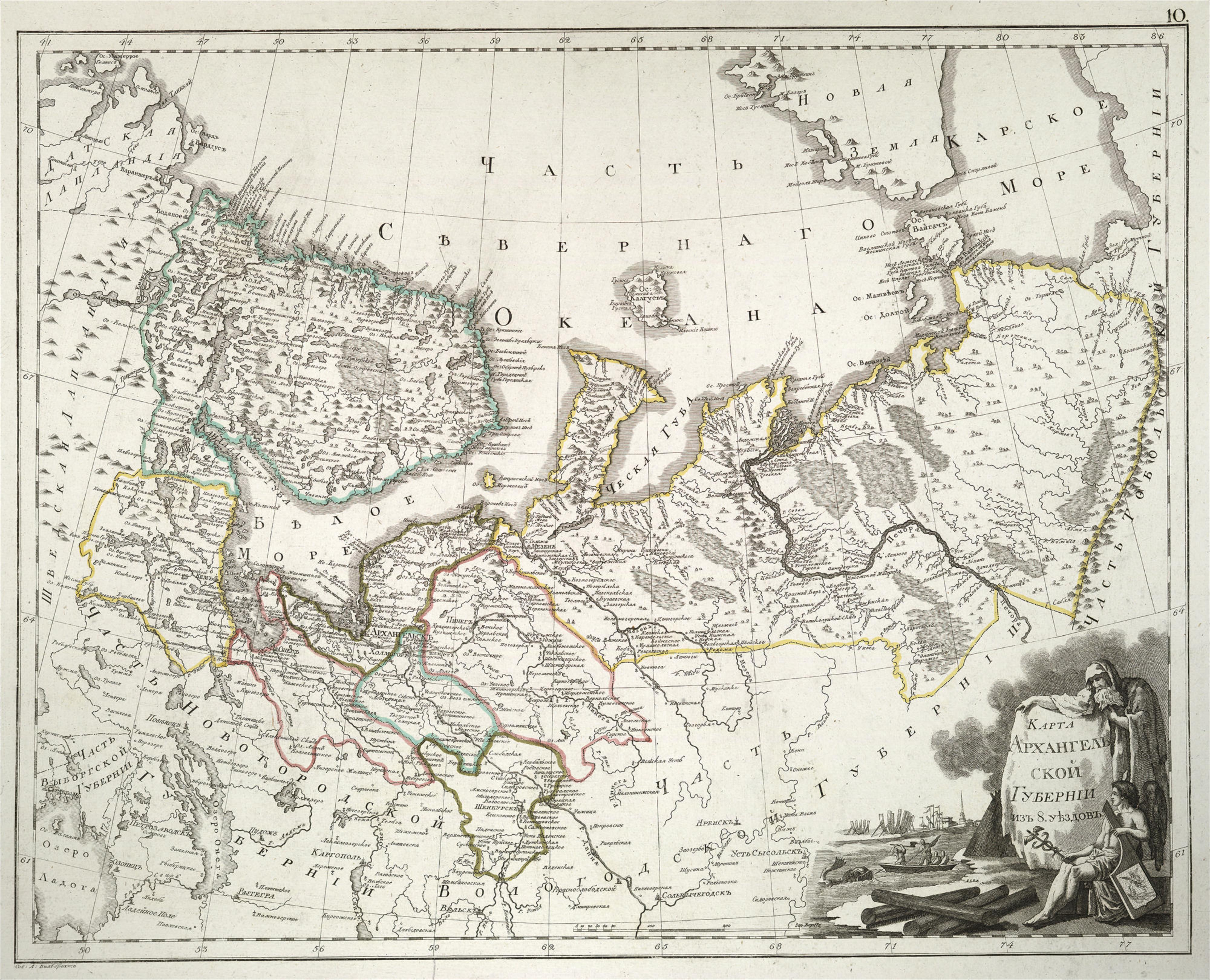
Уезды Архангельской губернии, Атлас Российской империи, 1800 год

Топонимия Архангельской области — совокупность географических названий, включающая наименования природных и культурных объектов на территории Архангельской области.
В 1708—1780 годах нынешняя территория региона входила в состав созданной по указу Петра I Архангелогородской губернии, а затем до 1784 года входила в Вологодское наместничество, из которого было выделено Архангельское наместничество, преобразованное в 1796 году в Архангельскую губернию.
В 1918 году восемь северо-западных губерний — Петроградская, Новгородская, Псковская, Олонецкая, Архангельская, Вологодская, Череповецкая и Северодвинская — были объединены в Союз коммун Северной области, который уже в 1919 году был упразднён.
В 1929 году Архангельская, Вологодская и Северо-Двинская губернии были упразднены и их территории образовали Северный край, который в 1936 году после отделения Коми АССР был преобразован в Северную область. 23 сентября 1937 года постановлением ЦИК СССР Северная область была разделена на Вологодскую и Архангельскую области, с 1937 года название региона остаётся неизменным.

## История формирования топонимии
Формирование топонимии региона обусловлено его насыщенной событиями историей. На протяжении длительного времени нынешняя территория области была населена финно-угорскими племенами, затем началось заселение территории славянскими племенами, новгородцами и поморами. Формирование топонимического корпуса шло постепенно, по мере освоения территорий. Наиболее отдалённые части региона — острова архипелагов Земля Франца-Иосифа и Новая Земля получили названия лишь в XIX веке.

## Структура и состав топонимии
По состоянию на 15 декабря 2022 года, в Государственном каталоге географических названий в Архангельской области зарегистрировано 24395 названий географических объектов, в том числе — 3952 названия населённых пунктов. Ниже приводятся списки наиболее значимых природных объектов и крупнейших населённых пунктов Архангельской области с характеристиками их этимологии.

### Инсулонимы

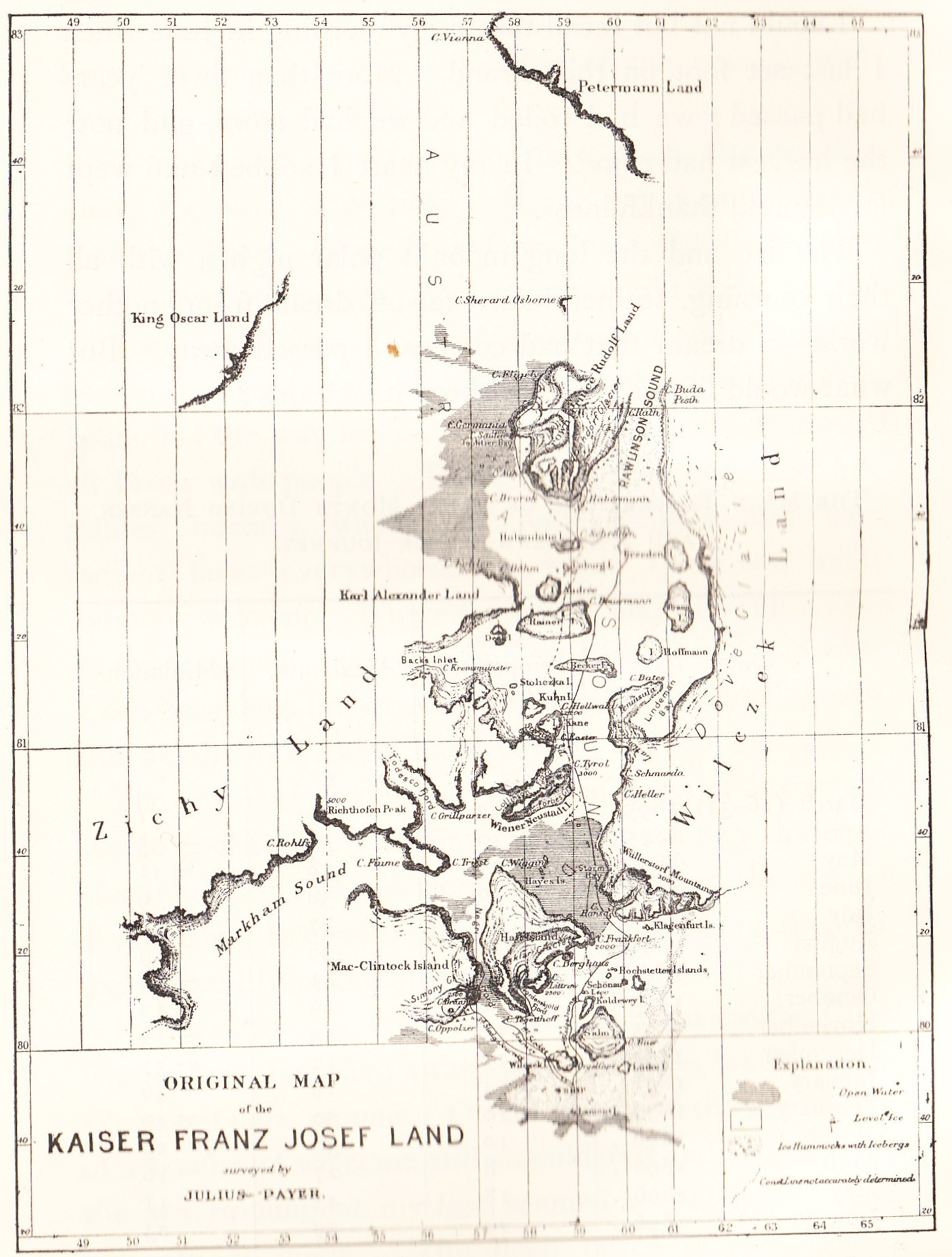
Карта Земли Франца-Иосифа, выполненная Ю.Пайером, ок. 1874 года

Регион включает в себя большое количество островов. Так, в него входят архипелаги:Земля Франца-Иосифа, Новая Земля и Соловецкий архипелаг.
Архипелаг «Земля Франца-Иосифа» получил название в честь императора Австро-Венгрии Франца Иосифа I, название было дано в 1874 году первооткрывателями архипелага — руководителями австро-венгерской полярной экспедиции К.Вейпрехтом и Ю.Пайером. Архипелаг состоит из 192 островов, крупнейшие из которых — Земля Георга (назван в честь Георга, принца Уэльского), Земля Вильчека (назван в честь графа Ганса Вильчека — спонсора экспедиции Вейпрехта и Пайера) и Греэм-Белл (назван в честь одного из основоположников телефонии А.Белла). Во время первой мировой войны, когда из «патриотических» соображений Санкт-Петербург был переименован в Петроград, название «Земля Франца-Иосифа» оставалось неизменным и, таким образом, архипелаг продолжал носить имя главы государства, с которым Российская империя вела войну.
Архипелаг «Новая Земля» состоит из двух больших островов — Северного и Южного, и множества относительно малых островов, крупнейший из которых — Междушарский. Происхождение названия архипелага точно не установлено. Есть точка зрения, что архипелаг открыли в XII—XIII веках новгородские купцы и землепроходцы, которые, дойдя до полуострова Югорский, видели за островом Вайгач новые земли, откуда и пошло название архипелага. На карту Европы Меркатора 1595 года Новая Земля уже была нанесена, но в виде полуострова.
Соловецкий архипелаг состоит из шести крупных и более сотни мелких островов, крупнейшие — Соловецкий (Большой Соловецкий) остров, Анзерский остров, Большая Муксалма. О происхождении названия архипелага имеется несколько гипотез. Согласно точке зрения В. Н. Матонина, название «Соловки» имеет финно-угорское происхождение и означает «острова, покрытые темным лесом». Существует топонимическая легенда, согласно которой заблудившиеся поморы чудесным образом спаслись на неизвестном доселе острове, и нарекли его в честь птицы соловья, которая здесь не водится. Философ Павел Флоренский, находившийся в 1930-х годах в заключении в Соловецком лагере особого назначения (СЛОН), в своих «Письмах с Дальнего Востока и Соловков» приводит версию происхождения названия архипелага, слышанную от заключённых — от слова «соль»: в прежние времена на острове были соляные варницы.

### Гидронимы
Область омывается Белым, Баренцевым, Печорским и Карским морями, имеет густую сеть рек, а также около 2,5 тысячи озёр. Гидронимы крупнейших внутренних водных объектов приводятся ниже.
Пелагонимы (названия морей):
Баренцево море получило своё название в 1853 году в честь голландского морехода Виллема Баренца, до этого момента моряки и картографы называли это море Северным, Сиверским, Московским, Русским, Ледовитым, Печорским и чаще всего — Мурманским.
Белое море до XVII века именовали Студёное, Соловецкое, Северное, Спокойное, Белый залив. В скандинавской мифологии Белое море было известно под названием «Гандвик», а также как «Залив змей (Bay of Serpents)» из-за изогнутой береговой линии.
Карское море в древности именовали «Новое Северное», «Татарское», «Скифское», а также «Нарзямское» и «Мангазейское». Последние два названия использовали русские поморы, плававшие здесь в XV—XVII веках. Название «Нарзямское» происходит от названия небольшой ямальской реки, «Мангазейское» — от названия ненецкого племени, жившего в районе Обской губы. В XVIII веке Карским заливом (от впадающей в него сравнительно небольшой реки Кара) стали называть современную Байдарацкую губу. В свою очередь, название реки, по версии, приводимой В. Ю. Визе, происходит от ненецкого слова «харе», означающего торосистый лёд. Впервые Карское море так названо на карте Василия Селифонтова 1736 года, составленной по результатам работы Двинско-Обского отряда Великой Северной экспедиции. После экспедиции А. Норденшёльда, уточнившей восточные границы моря, название стало применяться ко всей акватории.
Печорское море составляет юго-восточную часть Баренцева моря, названо по впадающей в него реке Печора. Название «Petzorzke morie» встречается уже на карте мира Меркатора 1569 года, где относилось ко всему Баренцеву морю.
Потамонимы (названия рек):
Северная Двина — существует несколько версий происхождения названия. Ещё в XVI веке С.Герберштейн в «Записках о Московии» (1549) и А. Гваньини в «Описании Московии» (1578) приводили версию, что это название означает «двойная река», поскольку она образована от слияния Сухоны и Вычегды. По оценке М. Фасмера, название было перенесено с Двины Западной, происхождение же основы «Двина» установить пока точно не удалось. А. К. Матвеев считал это название балтийским по происхождению и сравнивал его с лит. dvynai «двойня, близнецы», либо, учитывая фин. Viena «Двина», с лит. vienas «один, единый», то есть «объединённая из двух рек».
Крупнейшие притоки Северной Двины:
- Вычегда, согласно одной версии на языке коми называется Эжва, что значит «луговая вода»[21], согласно другой — «жёлтая вода»[22].
- Пинега — происхождение точно не установлено, по оценке М. Фасмера, связь с финскими реni, penikka — «собака» и joki — «река» представляется недостоверной.
- Вага — по оценке А. К. Матвеева, гидроним балтийского происхождения, от лит. vaga — «борозда, русло»[20].

Другие крупные реки:
- Онега — по оценке М. Фасмера, происходит от финского Enojoki (eno — «главная река, водопад, стремительный поток»[23]).
- Мезень — существует несколько версий. По одной из них, название имеет финно-угорское происхождение и означает «река удачливая, удачное место охоты, промысла», согласно другой, на языке саами означает «место, где много охоты»[24].
- Печора — имеются различные точки зрения на происхождение гидронима. Согласно одной, происходит от названия племени печора, издавна обитавшего в этих краях; по оценке М. Фасмера, река была названа так из-за обилия пещер в своем нижнем течении[25].

Лимнонимы (названия озёр):
- Лача (Лаче) — происхождение не выявлено[26].
- Кенозеро — согласно точке зрения Е. Хелимского, название озера происходит от финского «keno» — «изогнутый» (то есть Кенозеро — «кривое озеро»)[27].
- Кожозеро — по оценке С. Переслегина, гидроним, вероятно, финно-угорского происхождения. Топонимическая легенда о том, что озеро названо так потому, что очертаниями напоминает растянутую воловью кожу, вряд ли может считаться достоверной[28].

### Ойконимы
Архангельск — название происходит от Михаило-Архангельского монастыря, основанного в XII веке в устье Северной Двины. В 1584 году по указу царя Ивана Грозного возле монастыря был заложен город, который в первые десятилетия своего существования именовался по-разному: «Новый порт», «Новые Холмогоры», «Новый Холмогорский город». Появление этих названий было обусловлено тем, что к новому городу перешла роль главного порта на Северной Двине, которую ранее выполняло село Холмогоры. Сами же жители нового города именовали его по названию монастыря «Архангельским городом», и с 1613 года это название было принято в качестве официального и постепенно трансформировалось в «Архангельск». Отсюда же произошли и этнохоронимы: архангелогородцы, архангелогородец, архангелогородка.
Коряжма — датой основания селения, возникшего как примонастырская слобода, принято считать 1535 год (год основания монахом Павло-Обнорского монастыря Лонгином обители Николо-Коряжемского монастыря), с 1985 года имеет статус города. По народной этимологии, название «Коряжма» происходит от древнего монашеского одеяния «коряжки», которое носили послушники монастыря; в действительности от реки (Большая) Коряжемка, название которой происходит от русск. «коряга» (в архангельских говорах зафиксировано значение этого слова «сырая, густо поросшая ивняком или ольхой местность»).
Котлас — по мнению А. В. Кузнецова, по русскому Северу разбросано несколько десятков объектов с подобным названием, имеющим, по-видимому, финно-угорское происхождение. В финском языке «keto» — «луговина, поляна» и вероятно, «Котлас» означает «луговой».
Мирный — возник в 1957 году как военный городок соединения межконтинентальных баллистических ракет, впоследствии на базе соединения был создан космодром Плесецк. В 1960 году был образован посёлок Мирный, в 1962 году получил статус рабочего посёлка, в 1966 году посёлок Мирный был преобразован в закрытый город областного подчинения. Ранее носил названия «Ленинград-400», «Ленинград-300», «Мирный-12».
Белушья Губа — главный постоянный населённый пункт архипелага Новая Земля, основан в 1897 году на берегу бухты Белушья Губа, от которой и получил своё название. Бухта, в свою очередь, получила изначально название «Белужья» по названию зубатых дельфинов, название впервые появилось на карте Пахтусова в 1833 году.
Новодвинск — возник как населённый пункт при строительстве Архангельского ЦБК, в 1941 году получил официальный статус рабочего поселка и название «Ворошиловский», в 1958 году переименован в Первомайский, Указом Президиума Верховного Совета РСФСР от 24 ноября 1977 года получил статус города областного подчинения и название «Новодвинск».
Северодвинск — возник в 1936 году как посёлок строителей судостроительного завода («Судострой»), в 1937 году получил статус рабочего посёлка, в 1938 — статус города и имя «Молотовск» в честь тогдашнего председателя СНК В. М. Молотова. Указом Президиума Верховного Совета РСФСР № 733/2 от 12 сентября 1957 года переименован в город Северодвинск.
Вельск — впервые упоминается в 1137 году в уставе новгородского князя Святослава Ольговича, название, вероятно, происходит от гидронима Вель, значение которого происходит от «вель» — на языке коми: «довольно, порядочно», либо от др.-рус. велий «великий, большой».
Верхняя Тойма — от названия реки Верхняя Тойма; в свою очередь, Тойма происходит от названия угро-финского племени тоймичи, обитавшего в окрестностях Великого Устюга и упоминавшегося в XIII веке в «Слове о погибели Русской земли» как «тоймици погании», либо связывается с этнонимом прибалтийско-финского происхождения тойма, тойна (ср. вепс. toina «иной», «другой»)
Ильинско-Подомское — название происходит от двух основ — названий населённых пунктов, села Ильинск и близлежащей деревни Подомо. Село Ильинск названо в честь местного Ильинского храма, который назван в честь Ильи Пророка, а к Ильинску прилегала деревня Подомо (слово пришло из языка коми, «подом ты» — означает «заморное озеро», в котором зимой гибнет рыба).
Березник — название восходит к слову «берёза», чрезвычайно распространено в регионе и других областях севера России, только в Архангельской области находится 19 населённых пунктов с таким названием.
Каргополь — название города представляет собой характерную для топонимии Русского Севера полукальку, когда субстратное прибалтийско-финское название переводится на русский язык наполовину. Относительно первой части названия существует несколько версий:
- Карго — в северных диалектах «ворона», следовательно, карго поле — «воронье поле»;
- От карельского Karhupeldo «медвежья сторона»;
- От северного диалектного карга — «болото», «сырое заросшее место».

Вторая часть слова Каргополь происходит от прибалтийско-финского pelda «поле».
Коноша — название от гидронима «Коноша», значение которого окончательно не установлено. Есть предположение, что происходит от двух основ — «кон» и «ша», в целом обозначающих «начало реки».
Красноборск — название происходит от когда-то находившегося на этом месте Красного Бора, поэтому на старинном гербе Красноборска изображены щит на белом поле, на щите — две зеленые сосны.
Яренск — название от гидронима Яренга, который, в свою очередь, восходит к коми-зырянскому «яран» — оленевод, по другим сведениям, может быть интерпретировано как «озёрная река».
Лешуконское — значение не установлено.
Мезень — от гидронима Мезень.
Няндома — происходит от гидронима Няндома, с основой финно-угорского происхождения, входит в ряд речных названий Севера, оканчивающихся на «-ома»: Андома, Пертома и др.
Онега — от гидронима Онега).
Карпогоры — точное происхождение не установлено, есть версия, что произошло от оронима «Карпова гора».
Плесецк — упоминается с 1894 года, происхождение названия связывают с лимнонимом «Плесцы».
Октябрьский — впервые упоминается в 1950 году, до 1958 года носил название «Первомайский».
Холмогоры — о происхождении названия существует не менее 10 версий, по оценкам лингвистов и краеведов, наиболее убедительной из них является финно-угорская: от «колме маа» (три земли) — два берега Северной Двины и остров между ними, то есть пространство (местность), лежащее между Матигорами и Чухчеремой с островом в середине. Селение впервые названо «Холмогорами» в 1692 году в «Актах Холмогорской Епархии».
Шенкурск — в документах упоминается с 1229 года, достоверных сведений о происхождении названия не имеется.

### Оронимы
На востоке в пределы области входит Тиманский кряж, на западе — кряж Ветреный пояс. Ороним «Тиманский кряж» восходит к названию «Таманский Камень», которым местное население именовало небольшую гряду близ Чёшской губы. В 1840-х годах русский геолог А. А. Кайзерлинг использовал название этой гряды для образования названия «Тиманский кряж», относящегося ко всей возвышенности, простирающейся от Баренцева моря до истоков Вычегды. Гряды и массивы, составляющие Ветреный пояс, имеют собственные имена, например — Медвежьи горы, расположенные по правому берегу Нименьги, или Варогоры в среднем течении Шомокши.

### На русском языке
- Березович Е.Л. Топонимия Русского Севера:этнолингвистические исследования. — Екатеринбург: Изд-во Уральского ун-та, 1998. — 335 с.
- Вольский К.П. Плесецкий край в названиях рек, озер, поселений (топонимия района). — Плесецк, 2010. — 136 с.
- Вольский К.П., Романова Е.К. Холмогоры без гор и Заборье без заборов: Этюды по топонимике Архангельской области. — Архангельск: ИПП «Правда Севера», 2003. — 381 с. — ISBN 5-85879-092-5.
- Кабинина Н. В. Субстратная топонимия Архангельского Поморья.. — Екатеринбург: Издательство Уральского университета, 2011. — 342 с.
- Киприянов В.И. Двинская топонимика : краеведческие рассказы, очерки : топонимические зарисовки о названиях сёл и городов. — Архангельск: б. и., 1991. — 99 с.
- Куратов А.А. Топонимика Архангельской области // Семиотика культуры. — 1988.
- Мурзаев Э.М. Словарь народных географических терминов. — М.: Мысль, 1984. — 653 с.
- Новиков А. В. Топонимы Архангельского Севера:статьи, очерки, критические заметки. — Архангельск: Поморский университет, 2009. — 86 с.
- Орлов А. Ф. Происхождение названий русских и некоторых западно-европейских рек, городов, племен и местностей. — Вельск: Типография М. П. Киснемского, 1907. — 430 с.
- Попов С.В., Троицкий В.А. (составители). Топонимика морей Советской Арктики. — Л.: Географическое общество СССР, Гидрографическое предприятие ММФ, 1972. — 316 с.
- Поспелов Е.М. Историко-топонимический словарь России.Досоветский  период. — М.: Профиздат, 2000. — 224 с. — ISBN 5-225-01343-9.
- Поспелов Е. М. Географические названия мира. Топонимический словарь / отв. ред. Р. А. Агеева. — 2-е изд., стереотип. — М.: Русские словари, Астрель, АСТ, 2002. — 512 с. — 3000 экз. — ISBN 5-17-001389-2.
- Симина Г. Я. Географические названия:по материалам письменных памятников и современной топонимики Пинежья. — Ленинград: Наука, Ленингр. отд-ние, 1980. — 110 с.
- Тимонин Н.И. Новоземельский  мемориал. — Сыктывкар: Коми науч. центр УрО РАН, 1995. — 296 с.
- Туркин А.И. Топонимический словарь Коми АССР. — Сыктывкар: Коми книжное издательство, 1986. — 144 с.
- Фасмер М. Этимологический словарь русского языка. — М.: Прогресс, 1986. — Т. 3. — 832 с.
- Чашев А. И. Тайны языка земли Холмогорской. — Архангельск: Правда Севера, 2010. — 247 с.

### На английском языке
- Barr, Susan. Franz Josef Land. — Oslo: Norwegian Polar Institute, 1995. — ISBN 82-7666-095-9.